# Maria Gorzechowska
Maria Gorzechowska (ur. 27 listopada 1883 w Siedlcach, zm. 2 grudnia 1961 w Łodzi) – polska nauczycielka, działaczka społeczna,  bibliotekarka, poetka.

## Życiorys
Urodziła się w rodzinie Henryka Adolfa (zm. 1878), urzędnika i powstańca z 1863 r., i Zofii z domu Tonkel-Ślepowron. Miała braci: Jana, ps. „Jur” – członek Organizacji Bojowej PPS, generał brygady, w latach 1922–1929 mąż Zofii Nałkowskiej, Henryka – porucznik kawalerii Wojska Polskiego, ofiara zbrodni katyńskiej, Józefa (1880–1966) – późniejszy pracownik MSZ oraz siostry: Helenę po mężu Ziemęcką (1894–1972) i Zofię po mężu Pogorzelską (zm. 1975). 
W latach 1900–1905 studiowała historię, historię literatury i filozofię na Uniwersytecie Latającym w Warszawie, następnie w Towarzystwie Kursów Naukowych oraz na Uniwersytecie Jagiellońskim (1910–1911). Od 1900 roku pracowała w Warszawie jako nauczycielka, a równocześnie prowadziła jedną z czytelń Warszawskiego Towarzystwa Dobroczynności i organizowała nielegalne biblioteczki ruchome dla robotników. Pracę bibliotekarki podjęła w latach 1906–1910 w Bibliotece Kolejowej Drogi Żelaznej Warszawsko-Wiedeńskiej. Następnie od grudnia 1911 do połowy 1913 roku pracowała w Wydziale Czytelń WTD, a w latach 1913–1914 w Bibliotece Ordynacji Krasińskich.
W 1915 roku objęła kierownictwo Wydziału Czytelń WTD. Brała udział w tworzeniu jednolitej sieci bibliotek oświatowych. Równocześnie, od 1922 roku, była dyrektorem Towarzystwa Bibliotek Powszechnych w Warszawie, którego celem była unifikacja bibliotek: Towarzystwa Czytelń m. Warszawy, Wydziału Czytelń WTD oraz Towarzystwa Biblioteki Publicznej (24 placówki) i kierowała nimi do czasu przejęcia bibliotek przez Zarząd Miejski w 1935 roku. Wprowadziła do sieci bibliotecznej TBP nowoczesne metody pracy, dbała o podniesienie kwalifikacji personelu współorganizując kusy bibliotekarskie, na których wykładała historię literatury, ze względu na jej wszechstronną znajomość.
Od 1917 roku była członkiem Związku Bibliotekarzy Polskich, brała czynny udział w Sekcji Bibliotek Powszechnych oraz Komisji Katalogowej ZBP. W 1936 roku przeszła na emeryturę.
Podczas powstania warszawskiego przebywała w Warszawie. Po wyjściu z Warszawy 6 października 1944 roku od 15 października 1944 do 30 kwietnia 1946 roku przebywała w Pionkach pod Radomiem, gdzie pracowała w Komitecie Opieki Społecznej. Później pracowała w Bibliotece Towarzystwa Naukowego Lekarskiego, a następnie w Bibliotece Akademii Medycznej w Łodzi (1950–1958), którą współtworzyła.

## Ordery i odznaczenia
- Krzyż Kawalerski Orderu Odrodzenia Polski (dwukrotnie[3]: 30 kwietnia 1925[5], 1958[6])

## Publikacje
- 1918 – Katalog minimalny książek dla dzieci i młodzieży - współautorka.
- 1922 – Katalog podstawowy książek dla biblijotek powszechnych (1922)[7][3].
- 2018 (1945 – rękopis) - O Szczurku-Krokodylku. Dla szczurów i nie-szczurów od lat 7 do 77. Wybór wierszy dla dzieci wyd. Marruda, ilustr. Anna Rudnicka-Litwinek.